# 陳銀淑
陳 銀淑（チン・ウンスク、1961年7月14日 - ）は、大韓民国・ソウル特別市出身、ドイツベルリンの現代音楽の作曲家。

## 略歴
ソウル大学校で姜碩煕に師事し、20代前半で様々な国際賞を受賞する。1985年から1988年までハンブルク音楽演劇大学にてリゲティ・ジェルジュに師事する。リゲティは陳の初期の作品は彼女のオリジナリティに欠けると厳しく指導。「あなたは、あなたの国のことを考えなさい。自分の国についてのリサーチのない音楽は意味がありません」という全否定に近いもので、その後数年間陳は作曲ができなくなった。しかし、この間の指導が彼女の作風を真に国際的な物へ変えた。
1988年ベルリンに移った彼女はベルリン工科大学にてフリーの作曲家として電子音楽の制作を数年間行い、7つの作品を発表したが、電子音楽専門の作曲家にはならなかった。
1990年、初の大オーケストラ作品"Troerinnen"がベルゲン・フィルハーモニー管弦楽団によって演奏され、翌年、出世作となった"Acrostic Wordplay"がニェーウ・アンサンブルによって演奏され、以来、アジア、ヨーロッパ、北アメリカの世界15カ国にて演奏されている。アンサンブル・アンテルコンタンポランとの数々のコラボレーションは1994年のFantaisie mecaniqueにはじまった。1995年よりブージー・アンド・ホークス社より出版されている。ケント・ナガノとのコラボレーションは1999年に始まり、これまでに5作品が初演されている。
グロマイヤー賞を受賞したヴァイオリン協奏曲はヴィヴィアン・ハーグナーによって2002年に初演され、2005年にクリスティアン・テツラフ、サイモン・ラトル指揮、ベルリン・フィルハーモニー管弦楽団によって再演された他、世界各国で再演されている。その他、彼女の作品はグスターボ・ドゥダメル、ネーメ・ヤルヴィ、エトヴェシュ・ペーテル、デイヴィッド・ロバートソン、ジョージ・ベンジャミンらの指揮によって著名なオーケストラ、アンサンブルによって演奏されている他、クロノス・クァルテット、ラジオ・フランス、BBC、ロンドン・シンフォニエッタ、サウスバンク・センター、ロサンゼルス・オペラ、IRCAM、バイエルン国立歌劇場から委嘱を受けている。陳の音楽はストラスブールのフェスティバルムジカ、イタリアのセッテンブレ・ムジカなどにおいて取り上げられている。
2001年から2002年にかけて、ベルリン・ドイツ交響楽団においてレジデント・コンポーザーを務め、2006年からはソウル・フィルハーモニー管弦楽団のレジデント・コンポーザーおよび現代音楽シリーズの芸術監督を務める。
2007年、初のオペラ作品となる『不思議の国のアリス』がバイエルン国立歌劇場にて初演された。2009年、サントリー音楽財団サマーフェスティバルのテーマ作曲家に選ばれ、中国笙とオーケストラのための"Šu"が初演された。この作品は、サントリー音楽財団、オランダ土曜マチネ、ロサンジェルス・フィルハーモニック、エッセン・フィルハーモニーの共同委嘱作品として書かれ、ウー・ウェイ、秋山和慶指揮、東京交響楽団によって世界初演された。
武満徹作曲賞の本選会のため2018年に来日し、オーケストラのための個展が行われた。
楽譜はブージー・アンド・ホークスから出版されている。

## 作品について
初期のAllegro ma non troppoやSpectraは韓国の伝統音楽を思わせる強い衝撃音を好む作風であったものの、フランスからの委嘱が増えて以降、ルチアーノ・ベリオやマグヌス・リンドベルイの楽器法を思わせる色彩的で聞きやすい楽器法へ移行し、現在では聴きやすい作風に落ち着いている。パラメータ関係はそれほど難解ではないが、一音一音に深く意味がありどの瞬間も純粋な音色が聞こえるのが特徴。
「二重協奏曲」、「不思議の国のアリス」など比較的規模の大きい作品の委嘱に答えているが、エキゾティシズムはほとんど見られず「無国籍風」の楽器法が高度に安定した書法で綴られている作品が多い。日本では、大井浩明が彼女のピアノの為の練習曲集を世界初演している。大井によると「初版のエチュードの第3番は韓国人のみならず、アジア人作曲家の作品の中でも最も困難な演奏技術を要する」難曲だが、現在はその版から易しくされた版のみ入手できる。
歌手の伴奏にプリペアドピアノを使う、笙の伴奏にハーモニカを使う、時として非常に早い楽想へいたることも多く、この辺りが「演奏困難」と解されるゆえんと見られる。

## 受賞歴
- 1984年 - ユネスコ国際作曲家会議室内楽部門 "Gestalten"
- 1985年 - ガウデアムス国際作曲コンクール第一位 "Spektra"
- 1993年 - 東京都制施行50周年記念国際作曲コンクール第一位空位第二位 "Santica Ekatela"[5] (同着第二位にカンゲンサイバラを提出した伊東乾、佳作には江村哲二、この作品は撤回されている。)
- 1997年 - オルレアン国際ピアノコンクール内公募現代音楽ピアノ作品第一位 "Piano Studies Nos. 2-4"
- 1999年 - ブールジュ電子音楽国際コンクール第1位 "Xi"
- 1999年 - グロマイヤー賞 "ヴァイオリン協奏曲"
- 2005年 - アーノルド・シェーンベルク賞
- 2007年 - ハイデルベルク女性作曲家賞
- 2009年 - ベルリン芸術アカデミー会員
- 2012年 - 湖巌賞芸術部門
- 2017年 - シベリウス賞（英語版）
- 2018年 - Kravis Prize[6]
- 2019年 - Hamburg Bach Prize[7]
- 2021年 - Léonie Sonning Music Prize[8]
- 2024年 - エルンスト・フォン・ジーメンス音楽賞

## 作品
- Troerinnen —エウリピデスに基づく 3人のソプラノ、女声合唱とオーケストラのための, (1986 *1990年改訂)
- Gradus ad Infinitum for 8 pianos テープのための (1989/1990)
- Akrostichon-Wortspiel ソプラノとアンサンブルのための (1991/93)
- Santica Ekatela オーケストラのための (1993, 撤回作品[9])
- Fantaisie mécanique トランペット、トロンボーン、2台パーカッションとピアノのための (1994/1997)
- ピアノのための12のエチュード (1995-)
- ParaMetaString 弦楽四重奏と電子音響のための (1995)
- Piano Concerto (1996-97)
- Xi アンサンブルと電子音響のための (1998)
- Miroirs des temps 4人の声楽とオーケストラのための (1999/2000)
- Kalá (2000-01) ソプラノ、バス、混声合唱とオーケストラのための
- ヴァイオリン協奏曲 (2001)
- Double Concerto ピアノ、パーカッション、アンサンブルのための
- snagS&Snarls (2002) ソプラノとオーケストラのための (2004)
- Cantatrix Sopranica 2人のソプラノ、カウンターテノール、アンサンブルのための (2005)
- Double Bind? ヴァイオリンとライブエレクトロニクスのための (2006-7)
- 不思議の国のアリス オペラ (2004-2007)
- Rocaná オーケストラのための (2008)
- チェロ協奏曲 (2009)
- Šu 中国笙とオーケストラのための (2009)
- Gougalōn. Scenes from a Street Theater アンサンブルのための (2009)
- SPIRA - Concerto for orchestra (2019)

## 録音
- 陳銀淑: Akrostichon – Wortspiel. アンサンブル・アンテルコンタンポラン CD. ドイツ・グラモフォン、2005年
- 陳銀淑: 不思議の国のアリス. バイエルン国立歌劇場、ケント・ナガノ DVD. Unitel、2008年
- Allegro ma non troppo. In: Fifty Years Studio TU Berlin. EMF Media, DVD 054、2008年
- Rocanà、ヴァイオリン協奏曲、ヴィヴィアン・ハーグナー、ケント・ナガノ、ケント・ナガノ、モントリオール交響楽団 CD、Analekta、2009年
- Cantatrix Sopranica. In:Sprechgesänge - Speech Songs. musikFabrik, Stefan Asbury. CD、ヴェルゴ、2010年

## 備考
- 古川聖とはリゲティの元で同時期に学んだ兄弟弟子。

## 外部サイト
- ブージー・アンド・ホークス: 陳銀淑
- インタビュー
- IRCAMサイト: プロフィール